# 田代光輝
田代 光輝（たしろ みつてる、1973年2月27日 - ）は、日本の情報社会学者。中央大学総合政策学部 特任准教授。博士（学術）
インターネットを代表とする情報網やスマートフォンなどの情報機器の普及等がもたらす社会変化を研究する社会学者（情報社会学）。特に未成年のネットリスクを研究を進めており、中学校や高校での教育手法・教材の開発、トラブルの自動感知システムの開発をしている。また、ビッグデータを利用したネット世論の分析なども行っており、ネット選挙やネット上で批判や攻撃的な書き込みが集中する炎上などのネットトラブル対策にも詳しい。大学では情報倫理やデータサイエンスの授業を担当している。ネットトラブルを予防する事業者団体の「青少年ネット利用環境整備協議会」には有識者として参加。

## 経歴
静岡県出身。1995年慶應義塾大学環境情報学部卒業。2019年青山学院大学大学院社会情報学研究科修了。博士（学術）。
- 2015年4月～2020年10月慶應義塾大学 大学院 政策・メディア研究科特任准教授[4]
- 2015年4月～ 2020年6月多摩大学情報社会学研究所　准教授
- 2020年7月～ 多摩大学情報社会学研究所　教授
- 2020年11月～慶應義塾大学 大学院 政策・メディア研究科特任教授
- 2021年4月～中央大学総合政策学部特任准教授

## データを利用した復興支援
東日本大震災に際しては、宮城県山元町で津波で流された写真のデジタル化や返却の企画である思い出サルベージを企画・運営した。震災復興支援サービス大賞インターネットユーザ協会賞、社会情報学会社会貢献賞、2014年グッドデザイン金賞を受賞している。

## 受賞歴
- 2012年3月　震災復興支援サービス大賞　インターネットユーザ協会賞（思い出サルベージ）[6]
- 2012年7月　キッズデザイン大賞　復興デザイン賞（思い出サルベージ）[7]
- 2014年5月　情報社会学会研究発表大会 プレゼンテーション賞[8]
- 2014年10月　2014年グッドデザイン賞　金賞[9]
- 2018年8月　2018年情報社会学会　優秀論文賞[10]

## 著書・論文・取材記事

### 著作等
- 『情報社会で人は幸せになれるか?』 総合教育出版、2024年6月11日。単著  ISBN 978-4434335662
- 『ネット選挙』 総合教育出版、2023年11月28日。単著  ISBN 978-4434319198
- 『情報倫理 ―ネットの炎上予防と対策―』 共立出版、2013年11月22日。服部哲 共著  ISBN 4320123387
- 『スマホで簡単! 動画のプレゼント (趣味どきっ!) 』 NHK出版、2015年9月25日。  ISBN 4142287109
- 『Web制作の技術: 企画から実装,運営まで』 共立出版、2015年11月11日。松本早野香 (著, 編集), 服部哲 (著), 大部由香 (著)  ISBN 4320123522
- 学びとコンピュータハンドブック「ブログ炎上」の項[11]

### 報告書
- 「携帯電話等及びパソコンにおけるインターネットの利用状況等に関するアンケート調査結果」神奈川県教育委員会[12]
- 「青少年のネット利用実態把握を目的とした調査　平成30年度最終報告書」LINE株式会社[13]

### 論文等
- 「人のつながり」のスケールフリー性の検証及び要素への分解可能性検証（情報社会学会誌　Vol.18 No.1）
- Encounter between predators and　preys in private chat(Journal of Transformation of　Human　Behavior under Influense of Infosocionomics　Society Vol.1 Februry 2016 )
- Simulation for Communication Risks　on SNS (Journal of Transformation of Human　Behavior under Influense of　Infosocionomics　Society Vol.1 Februry 2016)
- The Effects of Need Factors and Environment on the Formation of　Security Consciousness(Transactions on　Networks and Communications Vol 4, No 1 (2016)
- Do personal attributes and an understanding of sarcasm and metaphor explain problematic experiences on the Internet? —A survey for the development of information literacy education tools—[14]
- ネット炎上の発生過程と収束過程に関する一考察～不具合に対する嫌がらせと決着による収束～（情報処理学会研究報告）[15]
- 国際機構とインテリジェンス　EU・国連における組織構造分析（大妻女子大学紀要　社会情報学研究21号）[16]
- 大学生のネット炎上分析と予防及び対応の提案-好ターゲットとしての大学生の実情とネット炎上からの回避の提案-（大妻女子大学紀要　社会情報学研究）[17]
- オンライン・コミュニティにおける実名とハンドルの名乗り傾向:NIFTY-Serve心理学フォーラムの事例（情報処理学会研究報告）[15]
- オンラインコミュニティで「社会知」は醸成されたか: NIFTY-Serve 心理学 フォーラムの事例研究（関西学院大学心理科学研究 NO39）[18]
- ネット選挙解禁にともなう大学生の選挙違反リスクと意識調査（大妻女子大学紀要 社会情報学研究22号）[19]
- インターネット利用リスクを減少させる教育プログラム調査－技術・家庭科、情報科、大学情報リテラシー科目に関する調査（自由が丘産能短期大学紀要　第47号）[20]
- ネット選挙解禁は目的を達したか（情報社会学会誌　Vol.9）[21]
- インターネットトラブルの分類方法の提案（情報社会学会誌 Vol.6 No.1）[22]
- 閲覧数と更新頻度によるスパムブログの傾向分析について（情報社会学会誌　Vol.5 No.1）[23]

### テレビ出演
- TBS 新・情報7days ニュースキャッスター　2015年9月5日 「東京五輪エンブレム」[24]
- フジテレビ めざましテレビ　2015年9月7日 「画像検索機能を徹底調査！ネットで転用画像のネタ元を発見できる!?」[25]
- NHK 週刊ニュース深読み　2015年9月12日 「どう決める？　"愛される"五輪エンブレム」[26]
- NHK 趣味どきっ！2015年10月5日「スマホ動画は楽しい！」[27]
- 2016年3月21日　TBS60周年特別企画「生命38億年スペシャル”人間とは何だ・・!?」
- 2016年4月3日　TBSサンデーモーニング「風をよむ～小衆社会～」

### 新聞取材記事等
- AERA 2013年8月26日号「大手企業社員、公務員も標的になりうる？　「炎上」の法則」[28]
- 朝日新聞　2013年12月23日朝刊「2ちゃん、匿名の代償　「身バレ」で失った信頼」[29]
- 東京新聞「核心」6月29日「ネット選挙運動　有権者が主役　多摩大情報社会学研究所　田代　光輝氏に聞く」[30]
- 朝日新聞　2015年9月2日　朝刊社会面「エンブレム酷似、ネット発の追及緩まず　「検証」が続々」[31]
- The Japan Times 2015年9月3日 朝刊「Olympics logo scandal highlights power of the Internet critic」[32]
- 読売新聞 2015年12月17日 朝刊　文化面「五輪エンブレム選考：多様な方法で意見集約」[33]
- 読売新聞 2016年4月9日　朝刊37面「エンブレム4案「個性的」」
- 日本経済新聞　2020年2月16日「オンラインゲーム通じ犯罪被害　子ども標的、大麻勧誘も」[34]

### 監修
- 『ネット犯罪から身を守りましょう』ライズファクトリー[35]
- 『ソーシャルメディアとの上手な付き合い方』ライズファクトリー[36]